# Tonami
Tonami (japanska: 砺波市  ?, Tonami-shi) är en stad i Toyama prefektur i Japan. Staden fick stadsrättigheter 1954.